# Tuffi alla VI Universiade
Le competizioni dei tuffi della VI Universiade si sono svolte a Torino nel 1970.

## Podi

### Uomini
| Evento                      | Oro           | Punti  | Argento     | Punti  | Bronzo        | Punti  |
| Trampolino 3 m (dettagli)   | Klaus Dibiasi | 564,90 | James Henry | 526,53 | Igor' Lobanov | 489,03 |
| Piattaforma 10 m (dettagli) | Klaus Dibiasi | 485,73 | James Henry | 450,31 | Jakub Puchow  | 425,97 |

### Donne
| Evento                      | Oro              | Punti  | Argento        | Punti  | Bronzo            | Punti  |
| Trampolino 3 m (dettagli)   | Cynthia Potter   | 411,54 | Jerrie Adair   | 397,71 | Elżbieta Wierniuk | 375,54 |
| Piattaforma 10 m (dettagli) | Galina Kovalenko | 323,61 | Cynthia Potter | 317,70 | Lani Lonen        | 309,27 |

## Medagliere
| Pos.   | Paese            |   |   |   | Totale |
| ------ | ---------------- | - | - | - | ------ |
| 1      | Italia           | 2 | 0 | 0 | 2      |
| 2      | Stati Uniti      | 1 | 4 | 1 | 6      |
| 3      | Russia           | 0 | 2 | 4 | 6      |
| 4      | Unione Sovietica | 1 | 0 | 1 | 2      |
| 5      | Polonia          | 0 | 0 | 2 | 2      |
| Totale | Totale           | 4 | 4 | 4 | 12     |